# Schalken (Overath)
Schalken ist ein Ortsteil von Marialinden in der Stadt Overath im Rheinisch-Bergischen Kreis in Nordrhein-Westfalen, Deutschland.

## Lage und Beschreibung
Der kleine, landwirtschaftlich geprägte Ortsteil Schalken liegt am äußersten östlichen Stadtrand von Overath an der Grenze zum Oberbergischen Kreis. Der Hofplatz ist am besten vom Wanderparkplatz in Federath aus zu erreichen. Das Gebiet nahe dem Heckberg gehört naturräumlich betrachtet zum Heckberger Wald, der wiederum zu dem Oberagger- und Wiehlbergland zählt. In den Feuchtgrünflächen finden seltene Pflanzen und Tiere Heimat.

## Geschichte
Schalken wurde erstmals im 13. Jahrhundert als Schadeleke urkundlich erwähnt. Sowohl die Herkunft des Grundworts als auch des Bestimmungsworts im Ortsnamen bleiben im ganzen unklar.
Die Topographia Ducatus Montani des Erich Philipp Ploennies, Blatt Amt Steinbach, belegt, dass der Wohnplatz bereits 1715 vier Hofstellen besaß, die als Schalck beschriftet sind. Carl Friedrich von Wiebeking benennt die Hofschaft auf seiner Charte des Herzogthums Berg 1789 als Schalken. Aus ihr geht hervor, dass der Ort zu dieser Zeit Teil der Honschaft Oderscheid im Kirchspiel Overath war.
Der Ort ist auf der Topographischen Aufnahme der Rheinlande von 1825 als Schalken verzeichnet. Die Preußische Uraufnahme von 1845 zeigt den Wohnplatz ebenfalls unter dem Namen Schalken. Ab der Preußischen Neuaufnahme von 1892 ist der Ort auf Messtischblättern regelmäßig als Schalken verzeichnet.
1822 lebten 57 Menschen im als Hof kategorisierten Ort, der nach dem Zusammenbruch der napoleonischen Administration und deren Ablösung zur Bürgermeisterei Overath im Kreis Mülheim am Rhein gehörte. Für das Jahr 1830 werden für den als Schalken bezeichneten Ort 67 Einwohner angegeben. Der 1845 laut der Uebersicht des Regierungs-Bezirks Cöln als Hof kategorisierte Ort besaß zu dieser Zeit 13 Wohngebäude mit 57 Einwohnern katholischen Bekenntnisses und zwei Einwohnern evangelischen Bekenntnisses. Die Gemeinde- und Gutbezirksstatistik der Rheinprovinz führt Schalken 1871 mit 13 Wohnhäusern und 62 Einwohnern auf. Im Gemeindelexikon für die Provinz Rheinland von 1888 werden für Schalken 16 Wohnhäuser mit 64 Einwohnern angegeben. 1895 besitzt der Ort zwölf Wohnhäuser mit 47 Einwohnern und gehörte konfessionell zum katholischen Kirchspiel Marialinden, 1905 werden vier Wohnhäuser und 17 Einwohner angegeben.